# Pactos Dawson
Die Pactos Dawson oder Dawson Pacts waren ein Konvolut einseitiger Verpflichtungserklärungen, welches nicaraguanische Regierungsvertreter am 27. Oktober 1910 unterzeichneten.
Nach dem Rücktritt von José Santos Zelaya sandte William Howard Taft, Thomas Cleland Dawson. Dieser erhielt von der Regierung in Managua die vertragliche Zusicherung, „Ihre Handlung nach den Anweisungen der Regierung der USA zu gestalten“.

Die Vereinbarung weiter: 

„Die Regierung Nicaraguas bestimmt den Präsidenten nach Absprache mit den USA ... Die Regierung Nicaraguas verpflichtet sich zur Aufnahme eines US-Kredits in Höhe von 30 Millionen Dollar. Dafür stellt Nicaragua folgende Garantien: die Eisenbahn, die gesamten Einnahmen des Staates, die Kontrolle über die Nationalbank und die Gewähr, dass US-amerikanische Beamte jederzeit und unkontrolliert nach Nicaragua einreisen können .. Jede Unstimmigkeit soll von einer Kommission  geklärt werden, bestehend aus zwei Nicaraguanern und zwei Nordamerikanern. Die Entscheidung dieser Kommission erlangen Gültigkeit, wenn das Sekretariat für auswärtige Angelegenheiten der USA sie geprüft und akzeptiert hat.“

Die US-Regierung sandte Thomas C. Dawson nach Managua um dabei zu helfen eine verfassungsmäßige Regierung mit freien Wahlen zu etablieren. Die Rehabilitierung des Finanzwesens und die Zahlung von legitimen inländischen und ausländischen Forderungen war ebenfalls geplant.
Dawson kam am 18. Oktober 1910 an. Nach tagelangen Verhandlungen auf einem US-Kriegsschiff stimmten Juan José Estrada, Adolfo Díaz und Luís Mena Solórzano zu, zur Wahl einer verfassungsgebenden Versammlung aufzurufen. Die Versammlung sollte einen Präsidenten und einen Vizepräsidenten für zwei Jahre wählen, die Leiter der Revolution stimmten zu Juan José Estrada zu bei seiner Präsidentschaft und Adolfo Díaz für die Vizepräsidentschaft zu unterstützen.
Am 27. Oktober 1910 unterzeichneten General Juan José Estrada, der Außenminister Adolfo Díaz, Kriegsminister Luís Mena Solórzano und Emiliano Chamorro Vargas eine Reihe von Verpflichtungserklärungen, welche allgemein als Dawson Pacts bekannt sind, obwohl Thomas C. Dawson sie nicht unterzeichnet hat.